# BAFL Elite Division 2018
La BAFL Elite Division 2018 sarà la 31ª edizione del campionato di football americano di primo livello, organizzato dalla BAFL.

## Squadre partecipanti
| Club                  | Città     | Stadio | Sponsor ufficiale | Risultato nella stagione 2017 |
| --------------------- | --------- | ------ | ----------------- | ----------------------------- |
| Antwerp Argonauts     | Anversa   |        |                   |                               |
| Brussels Black Angels | Bruxelles |        |                   | Campioni del Belgio           |
| Brussels Tigers       | Bruxelles |        |                   |                               |
| Charleroi Coal Miners | Charleroi |        |                   | Vincitori LFFA Division II    |
| Liège Monarchs        | Liegi     |        |                   |                               |
| Limburg Shotguns      | Beringen  |        |                   | Vincitori FAFL Division II    |
| Ostend Pirates        | Ostenda   |        |                   |                               |
| Waterloo Warriors     | Waterloo  |        |                   |                               |

## Stagione regolare

### Calendario
Il calendario è stato pubblicato il 5 ottobre 2017.

#### 1ª giornata
| Charleroi 11 marzo 2018, ore 14:00 | Charleroi Coal Miners | 13 – 7 | Ostend Pirates |  |

| Anderlecht 11 marzo 2018, ore 14:00 | Brussels Black Angels | 51 – 0 | Waterloo Warriors | Jesse Owens Stadium |

| Liegi 11 marzo 2018, ore 14:00 | Liège Monarchs | 26 – 28 | Antwerp Argonauts |  |

| Evere 11 marzo 2018, ore 14:00 | Brussels Tigers | 34 – 40 | Limburg Shotguns |  |

#### 2ª giornata
Giornata inizialmente prevista per il 18 marzo
| Waterloo 25 marzo 2018, ore 14:00 | Waterloo Warriors | 6 – 21 | Ostend Pirates |  |

| Anderlecht 25 marzo 2018, ore 14:00 | Brussels Black Angels | 55 – 0 | Charleroi Coal Miners |  |

| Evere 25 marzo 2018, ore 14:00 | Brussels Tigers | 52 – 6 | Liège Monarchs |  |

| Beringen 25 marzo 2018, ore 14:00 | Limburg Shotguns | 33 – 0 | Antwerp Argonauts |  |

#### 3ª giornata
| Ostenda 8 aprile 2018, ore 14:00 | Ostend Pirates | 34 – 21 | Limburg Shotguns |  |

| Charleroi 8 aprile 2018, ore 14:00 | Charleroi Coal Miners | 12 – 48 | Brussels Tigers |  |

| Waterloo 8 aprile 2018, ore 14:00 | Waterloo Warriors | 6 – 15 | Antwerp Argonauts |  |

| Anderlecht 8 aprile 2018, ore 14:00 | Brussels Black Angels | 56 – 6 | Liège Monarchs |  |

#### 4ª giornata
| Beringen 22 aprile 2018, ore 14:00 | Limburg Shotguns | 9 – 41 | Brussels Black Angels |  |

| Liegi 22 aprile 2018, ore 14:00 | Liège Monarchs | 18 – 18 | Waterloo Warriors |  |

| Puurs 22 aprile 2018, ore 14:00 | Antwerp Argonauts | 22 – 7 | Charleroi Coal Miners |  |

| Evere 22 aprile 2018, ore 14:00 | Brussels Tigers | 34 – 14 | Ostend Pirates |  |

#### 5ª giornata
| Puurs 6 maggio 2018, ore 14:00 | Antwerp Argonauts | 21 – 18 | Ostend Pirates |  |

| Charleroi 6 maggio 2018, ore 14:00 | Charleroi Coal Miners | 13 – 24 | Liège Monarchs |  |

| Beringen 6 maggio 2018, ore 14:00 | Limburg Shotguns | 23 – 0 | Waterloo Warriors |  |

| Anderlecht 6 maggio 2018, ore 14:00 | Brussels Black Angels | 27 – 8 | Brussels Tigers |  |

#### 6ª giornata
| 20 maggio 2018, ore 14:00 | Ostend Pirates | 17 – 15 | Liège Monarchs |  |

| 20 maggio 2018, ore 14:00 | Charleroi Coal Miners | 22 – 28 | Limburg Shotguns |  |

| 20 maggio 2018, ore 14:00 | Waterloo Warriors | 0 – 42 | Brussels Tigers |  |

| 20 maggio 2018, ore 14:00 | Brussels Black Angels | 36 – 17 | Antwerp Argonauts |  |

#### 7ª giornata
| 3 giugno 2018, ore 14:00 | Charleroi Coal Miners | 24 – 6 | Waterloo Warriors |  |

| 3 giugno 2018, ore 14:00 | Ostend Pirates | 12 – 34 | Brussels Black Angels |  |

| 3 giugno 2018, ore 14:00 | Antwerp Argonauts | 12 – 19 | Brussels Tigers |  |

| 3 giugno 2018, ore 14:00 | Liège Monarchs | 3 – 44 | Limburg Shotguns |  |

### Classifiche

#### BAFL
La classifica della regular season è la seguente:
- PCT = percentuale di vittorie, G = partite giocate, V = partite vinte,  P = partite perse, PF = punti fatti, PS = punti subiti

| Pos. | Squadra               | PCT   | G | V | N | P | PF  | PS  |
| ---- | --------------------- | ----- | - | - | - | - | --- | --- |
| 1    | Brussels Black Angels | 1.000 | 7 | 7 | 0 | 0 | 300 | 52  |
| 2    | Limburg Shotguns      | .714  | 7 | 5 | 0 | 2 | 198 | 134 |
| 3    | Brussels Tigers       | .714  | 7 | 5 | 0 | 2 | 237 | 111 |
| 4    | Antwerp Argonauts     | .571  | 7 | 4 | 0 | 3 | 115 | 145 |
| 5    | Ostend Pirates        | .429  | 7 | 3 | 0 | 4 | 123 | 144 |
| 6    | Charleroi Coal Miners | .286  | 7 | 2 | 0 | 5 | 91  | 190 |
| 7    | Liège Monarchs        | .214  | 7 | 1 | 1 | 5 | 98  | 228 |
| 8    | Waterloo Warriors     | .071  | 7 | 0 | 1 | 6 | 36  | 194 |

#### FAFL
| Pos. | Squadra               | PCT   | G | V | N | P | PF  | PS  |
| ---- | --------------------- | ----- | - | - | - | - | --- | --- |
| 1    | Brussels Black Angels | 1.000 | 7 | 7 | 0 | 0 | 300 | 52  |
| 2    | Limburg Shotguns      | .714  | 7 | 5 | 0 | 2 | 198 | 134 |
| 3    | Antwerp Argonauts     | .571  | 7 | 4 | 0 | 3 | 115 | 145 |
| 4    | Ostend Pirates        | .429  | 7 | 3 | 0 | 4 | 123 | 144 |

#### LFFA
| Pos. | Squadra               | PCT  | G | V | N | P | PF  | PS  |
| ---- | --------------------- | ---- | - | - | - | - | --- | --- |
| 1    | Brussels Tigers       | .714 | 7 | 5 | 0 | 2 | 237 | 111 |
| 2    | Charleroi Coal Miners | .286 | 7 | 2 | 0 | 5 | 91  | 190 |
| 3    | Liège Monarchs        | .214 | 7 | 1 | 1 | 5 | 98  | 228 |
| 4    | Waterloo Warriors     | .071 | 7 | 0 | 1 | 6 | 36  | 194 |

## Playoff e playout

### Tabellone
|  | Semifinali | Semifinali            | Semifinali |                  |       | XXXI Belgian Bowl     | XXXI Belgian Bowl | XXXI Belgian Bowl |  |
|  |            |                       |            |                  |       |                       |                   |                   |  |
|  | BAFL1      | Brussels Black Angels | 34         |                  |       |                       |                   |                   |  |
|  | BAFL1      | Brussels Black Angels | 34         |                  |       |                       |                   |                   |  |
|  | BAFL4      | Antwerp Argonauts     | 16         |                  |       |                       |                   |                   |  |
|  | BAFL4      | Antwerp Argonauts     | 16         |                  | BAFL1 | Brussels Black Angels | 50                |                   |  |
|  |            |                       |            |                  | BAFL1 | Brussels Black Angels | 50                |                   |  |
|  |            |                       | BAFL2      | Limburg Shotguns | 0     |                       |                   |                   |  |
|  | BAFL3      | Brussels Tigers       | BAFL2      | Limburg Shotguns | 0     | 16                    |                   |                   |  |
|  | BAFL3      | Brussels Tigers       |            |                  |       |                       |                   |                   |  |
|  | BAFL2      | Limburg Shotguns      | 35         |                  |       |                       |                   |                   |  |

### Semifinali
| 17 giugno 2018, ore 14:00 | Brussels Black Angels | 34 – 16 | Antwerp Argonauts |  |

| 17 giugno 2018, ore 14:00 | Limburg Shotguns | 35 – 16 | Brussels Tigers |  |

### Playout
| Tournai 10 giugno 2018 | Wallonie Picarde Phoenix | 36 – 12 | Waterloo Warriors |  |

| Ostenda 24 giugno 2018, ore 14:00 | Ostend Pirates | 12 – 6 | {Izegem Tribes | Sportpark De Schorre |

### XXXI Belgian Bowl
| Beringen 30 giugno 2018 | Brussels Black Angels | 50 – 0 | Limburg Shotguns |  |

## Verdetti
- Brussels Black Angels Campioni del Belgio 2018
- Wallonie Picarde Phoenix promossi dalla LFFA DII
- Waterloo Warriors retrocessi in LFFA DII
- Izegem Tribes non promossi dalla FAFL DII
- Ostend Pirates non retrocessi in FAFL DII